# Private Audition
Private Audition – szósty album studyjny zespołu Heart wydany w 1982 roku. Longplay przebywał czternaście tygodni na Billboard 200, zajmując 25. miejsce. Z płyty pochodził przebój This Man Is Mine. Jest to ostatni album Heart, w którego nagrywaniu uczestniczyli długoletni członkowie zespołu Mike DeRosier i Steve Fossen, którzy opuścili grupę zaraz po zrealizowaniu nagrań. Zostali zastąpieni przez Denny’ego Carmassiego i Marka Andesa. Album sprzedał się w Stanach Zjednoczonych w liczbie około 400 000 egzemplarzy.
W 2009 roku Private Audition został wydany ponownie przez wytwórnię Beat Goes On wraz z albumem Passionworks. Krążek ten do czasu wydania jego reedycji był trudno dostępny w sprzedaży.

## Lista utworów
- Wszystkie utwory zostały stworzone przez Ann Wilson, Nancy, Wilson, Sue Ennis i Michaela DeRosiera

1. "City's Burning" - 4:25
2. "Bright Light Girl"- 3:22
3. "Perfect Stranger"- 3:52
4. "Private Audition"- 3:21
5. "Angels"- 2:59
6. "This Man Is Mine"- 3:02
7. "The Situation"- 4:17
8. "Hey Darlin' Darlin'"- 4:00
9. "One Word"- 4:32
10. "Fast Times"- 4:03
11. "America" - 2:34

### Album
| Rok  | Notowanie              | Pozycja |
| ---- | ---------------------- | ------- |
| 1982 | RPM100 Albums (Canada) | 21      |
| 1982 | Billboard 200 (USA)    | 25      |
| 1982 | UK Albums Chart        | 77      |

### Singiel
| Rok  | Tytuł              | Notowanie               | Pozycja |
| ---- | ------------------ | ----------------------- | ------- |
| 1982 | "This Man Is Mine" | Mainstream Rock (USA)   | 16      |
| 1982 | "This Man Is Mine" | Billboard Hot 100 (USA) | 33      |
| 1982 | "City's Burning"   | Mainstream Rock (USA)   | 15      |

## Wykonawcy

### Heart
- Ann Wilson – śpiew, wokal wspomagający utwory, pianino (utwór 3), producent
- Nancy Wilson – gitary (gitara akustyczna, gitara elektryczna, elektryczna gitara hawajska), harmonijka, pianino (pianino cyfrowe and pianino akustyczne) (utwory2 i 4), gitara basowa (utwory 2 i 6), wokal w utworach 7 i 9, wokal wspomagający, producent
- Howard Leese – guitary (elektryczna i akustyczna), syntezator, gitara basowa w utworach 7 i 8, pedały basowe, bęben, clavioline, flet prosty, organy hammonda, dzwonki, cymbałki, wokal wspomagający, struny aranżacyjne i dyrygent, producent
- Steve Fossen – gitara basowa
- Michael DeRosier – perkusja

### Muzycy gościnni
- Sue Ennis – pianino (utwór 11), producent
- Lynn Wilson – wokal wspomagający

### Produkcja
- Shelly Yakus – inżynier
- Dave Thoener – inżynier, miksowanie Record Plant NY, asystent masteringu
- Rob Perkins – asystent inżyniera
- Brian Foraker – asystent inżyniera i miksowanie
- Steve Marcantonio – miksowanie
- Greg Calbi – mastering w Sterling Sound